# 市原市立牛久中学校
市原市立牛久中学校（いちはらしりつ うしくちゅうがっこう）は、千葉県市原市牛久にかつて存在した公立中学校。1971年（昭和46年）3月31日をもって閉校した。

## 概要
市原市南部の南総地区に位置する。戦後の学校教育法施行に合わせて設置された中学校で、最も古い中学校のひとつに挙げられる。1971年（昭和46年）3月31日に、南総地区のすべての中学校が翌日から市原市立南総中学校に統合されることに伴って閉校した。

## 沿革

### 概歴
学校教育法施行により、1947年（昭和22年）4月1日に牛久町立牛久中学校として開校した。1954年（昭和29年）には牛久町が他4町村と共に合併して南総町が発足したことに伴って南総町立牛久中学校と改称し、1967年（昭和42年）に加茂村と共に南総町が市原市に合併されると市原市立牛久中学校と改称した。南総地区全体で生徒数減少が顕著であったことから、市原市は牛久、戸田、鶴舞、平三の4校を併合して市原市立南総中学校を開校させることを決定し、1971年（昭和46年）3月31日をもって閉校となった。現在は跡地に市原市立南総公民館が立地している。なお、南総中学校は校舎建設が間に合わなかったため、翌年までは元所属中学校の校舎で授業を実施していた。

### 年表
- 1947年（昭和22年）4月1日 - 牛久町立牛久中学校開校[1]。
- 1954年（昭和29年）11月15日 - 南総町立牛久中学校に改称[1]。
- 1965年（昭和40年）4月1日 - 南総町立内田中学校を併合[1]。
- 1967年（昭和42年）10月1日 - 市原市立牛久中学校に改称[3]。
- 1971年（昭和46年）3月31日 - 翌日から市原市立南総中学校が開校することに伴い閉校[3]。

## 通学区域
- 旧牛久町の全域
- 旧内田村の全域（1965年以降）

## 小学校区
- 市原市立牛久小学校
- 市原市立内田小学校